# أنجليكا فالين
أنجليكا فالين (بالسويدية: Angelica Wallén) مواليد 11 أبريل 1986 في سندسفال، هي لاعبة كرة يد سويدية تلعب كظهير أيمن. مثلت منتخب السويد لكرة اليد للسيدات. شاركت في دورة الألعاب الأولمبية الصيفية سنة 2012. حققت المركز الثاني في بطولة أوروبا لكرة اليد للسيدات 2010.

## سجل المنافسة
شاركت في البطولات التالية:
- الألعاب الأولمبية الصيفية 2012
- الألعاب الأولمبية الصيفية 2016
- بطولة أوروبا لكرة اليد للسيدات 2010
- بطولة أوروبا لكرة اليد للسيدات 2012

## الميداليات
| الميدالية | المسابقة                            |
| --------- | ----------------------------------- |
| فضية      | بطولة أوروبا لكرة اليد للسيدات 2010 |

## روابط خارجية
- أنجليكا فالين على موقع الاتحاد الأوروبي لكرة اليد (الإنجليزية)
- أنجليكا فالين على موقع اللجنة الأولمبية الدولية (الإنجليزية)
- أنجليكا فالين على موقع أوليمبيديا (الإنجليزية)
- أنجليكا فالين على موقع اللجنة الأولمبية السويدية (السويدية)